# Cleve Council
Koordinaten: 33° 42′ S, 136° 30′ O

Der District Council of Cleve ist ein lokales Verwaltungsgebiet (LGA) im australischen Bundesstaat South Australia. Das Gebiet ist 4.507 km² groß und hat etwa 1750 Einwohner (2016).
Cleve liegt auf der Eyre-Halbinsel am Spencer-Golf und ist etwa 240 km Luftlinie von der Metropole Adelaide entfernt. Das Gebiet beinhaltet 19 Ortsteile und Ortschaften: Arno Bay, Boonerdo, Boothby, Campoona, Caralue, Cleve, Darke, Darke Peak, Jamieson, Kielpa, Mann, Murlong, Pascoe, Roberts, Rudall, Smeaton, Verran, Wharminda und Yadnarie. Der Verwaltungssitz des Councils befindet sich in der Ortschaft Cleve im Osten der LGA, wo etwa 800 Einwohner leben (2016).

## Verwaltung
Der Council von Cleve hat acht Mitglieder, die sieben Councillor und der Vorsitzende und Mayor (Bürgermeister) des Councils werden von den Bewohnern der LGA gewählt. Cleve ist nicht in Bezirke untergliedert.